# Rotonda de San Lorenzo
La rotonda de San Lorenzo  (en italiano: Rotonda di san Lorenzo) es una antigua iglesia italiana de origen medieval, ubicada en la piazza delle Erbe,  en Mantua, que fue construida en el siglo XI y completamente recuperada en la primera mitad del siglo XX. La pequeña iglesia, construida durante la dominación de los Canossa es la más antigua de la ciudad. 
Desde 2008 es parte del Patrimonio de la Humanidad, dentro del ámbiro de «Mantua y Sabbioneta».

## Historia
Aunque la fecha 1081 está inscrita sobre el yeso, el edificio se construyó entre 1082 y 1083.
La tradición quiere que la Rotonda se construyese según los deseos de Matilde de Canossa (de la que sería el único testimonio importante que quedase en Mantua), para recordar la Anastasis (resurrección) de Jerusalén —la rotonda construida alrededor del Santo Sepulcro—, y que por ella está perfectamente vinculada a la reliquia de la Preciosísima Sangre —Preziosissimo Sangue di Cristo— que se encontraba en Mantua desde hacía varios siglos y ahora conservada en la cripta de la basílica de San Andrés.
En realidad, la edificación "monóptera-períptera" y su posicionamiento a un nivel aproximadamente 150 cm por debajo del nivel de la plaza adyacente, así como la existencia de dos columnas y otros detalles de la construcción de piedra, sugiere que la iglesia habría sido construida a partir de la recuperación de un antiguo edificio romano del siglo IV, probablemente de un templo o de una tumba.
A lo largo de los siglos, el edificio sufrió transformaciones radicales; se hicieron algunos proyectos de transformación, como el de Leon Battista Alberti y otro de Giulio Romano, que no se llevaron a cabo y la iglesia fue finalmente desconsagrada. Fue cerrada al culto en 1579 por orden del duque Guillermo Gonzaga porque un ruidoso mercado celebrado en la Piazza delle Erbe, muy cerca, obstaculizaba la celebración de los servicios religiosos.
La rotonda se convirtió primero en un almacén y luego, una vez desmontada su cubierta, en un patio circular para uso privado en el populoso distrito del gueto judío de Mantua.
Las ruinas de la iglesia volvieron a aparecer por casualidad a principios del  siglo XX, cuando las casas cercanas al Palazzo della Ragione fueron demolidas para abrir una calle. En 1908 se expropió el edificio y no se autorizó su demolición. Durante esas obras, la Rotonda «resurgió» casi en su totalidad: la iglesia fue liberada de todos los añadidos y los edificios que bloqueaban por completo su vista (la rotonda de San Lorenzo de hecho no es visible en las fotos antiguas de la plaza). Su recuperación se basó en el proyecto de la rotonda di San Tomè en Almenno San Bartolomeo, y duró un total de veinticuatro años, cuatro de ellos empleados solo para limpiar el edificio. Tras la reconstrucción de la cúpula y gran parte de las edificaciones, fue reabierto en 1911 y reutilizado para el culto en 1926, entregada a la Fraternidad Dominicana que asumió el encargo de su restauración, su conservación y su apertura al público. La escalera que permite el acceso a la iglesia fue construida en marzo de 1939 e inaugurada el 21 de abril de 1940, sufriendo alteraciones mínims en las décadas siguientes como, por ejemplo, ajustes a las normas de seguridad vigentes.

## Arquitectura
La iglesia, ejemplo de arte románico, está construida alrededor de una planta circular central completada por un ábside semicircular y se caracteriza por un deambulatorio con columnas coronado por una galería que conserva fragmentos de frescos de los siglo XI-XII, constituyendo un raro ejemplo de la pintura románica lombarda de influencia bizantina. El edificio está construido en dos plantas. Columnas macizas con capiteles cuadrados rodean la nave. No queda nada del pavimento original, pero se conservan algunos restos de frescos en varios lugares que atestiguan que antiguamente gran parte de la iglesia estaba decorada.

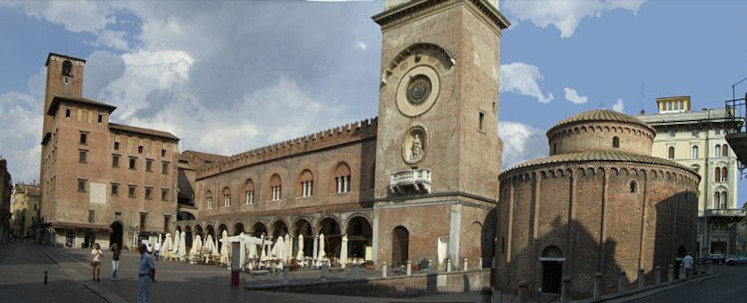
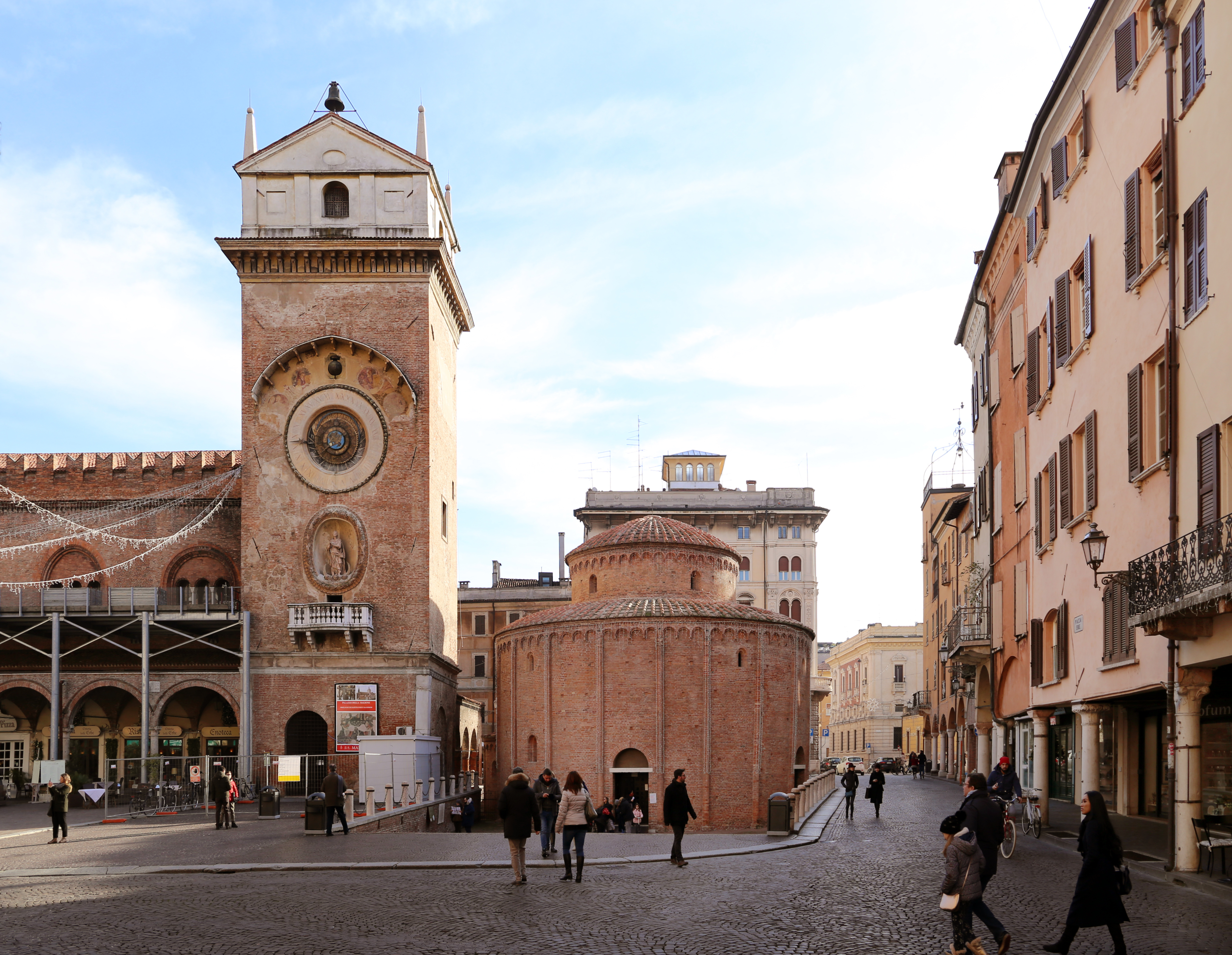
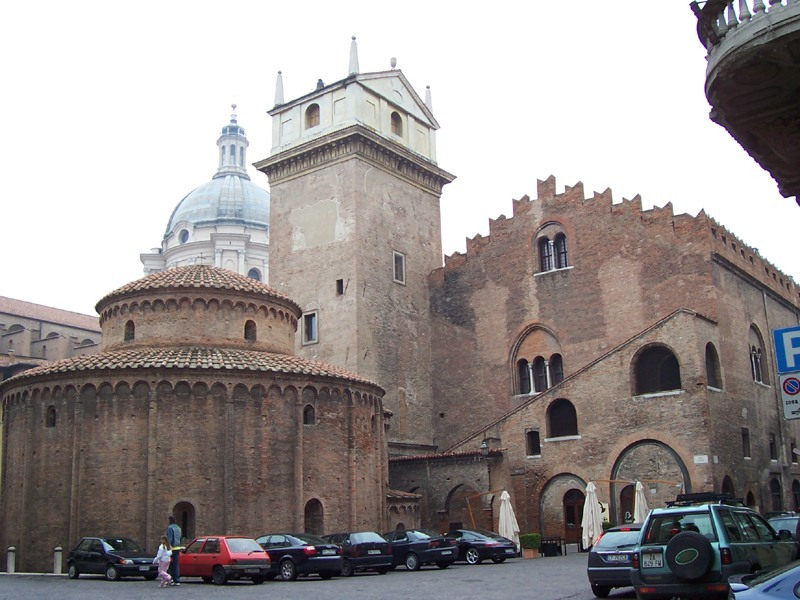
Trasera de la rotonda.
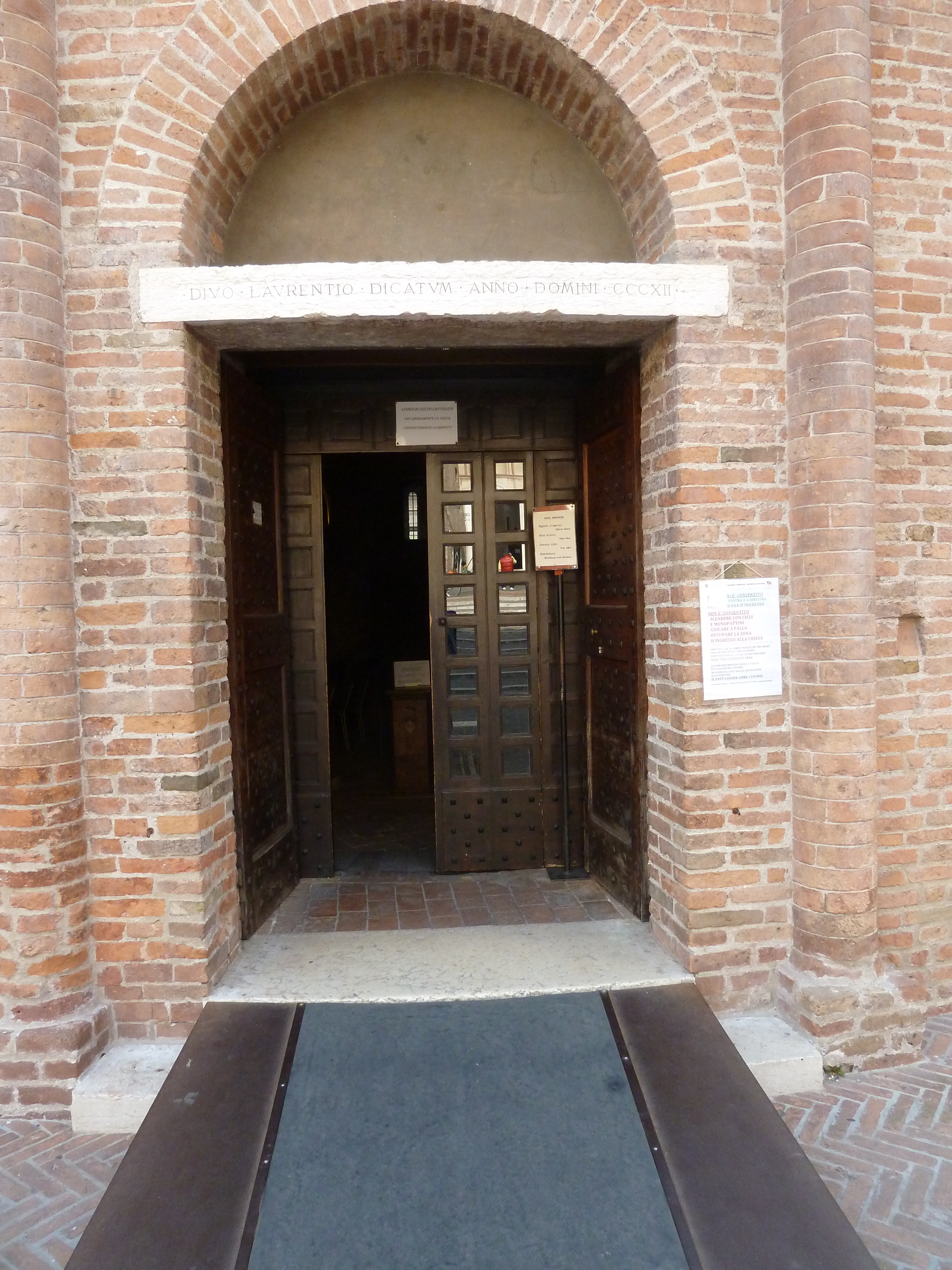
Detalle del acceso
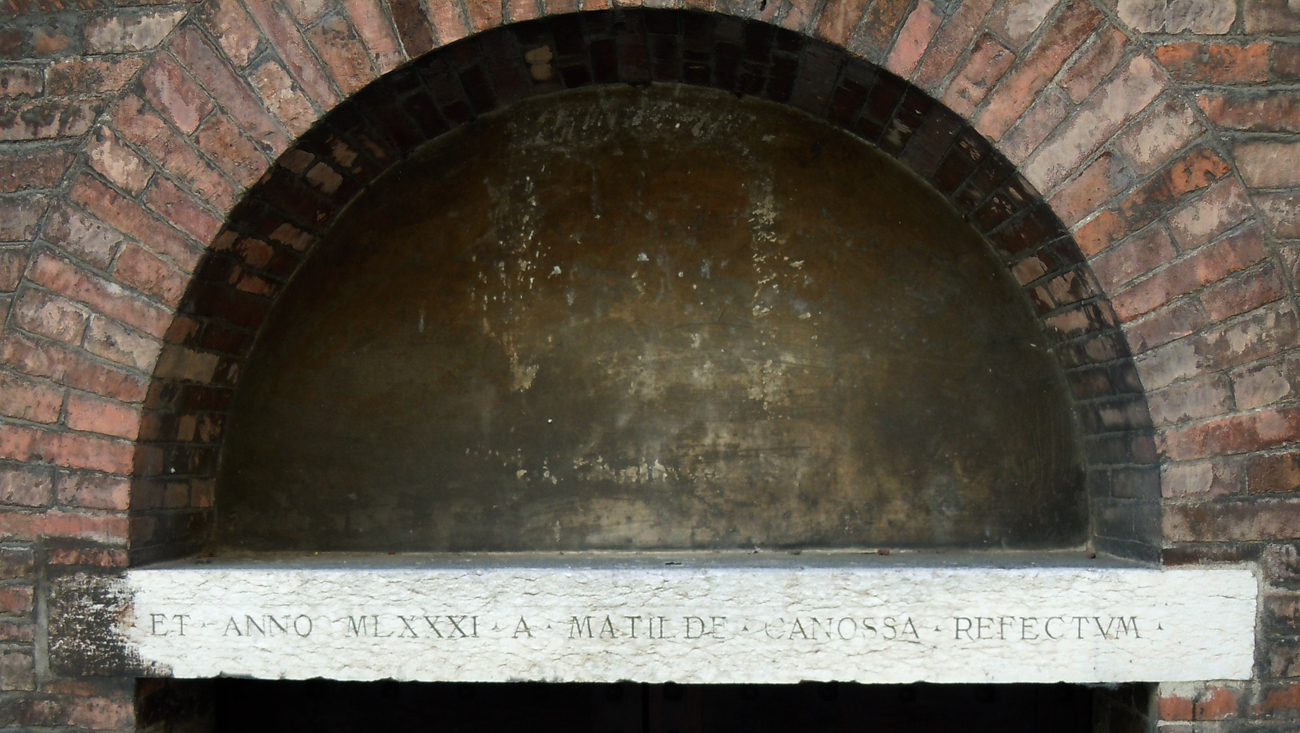
Inscripción que hace referencia a Matilde de Canossa

Detalles
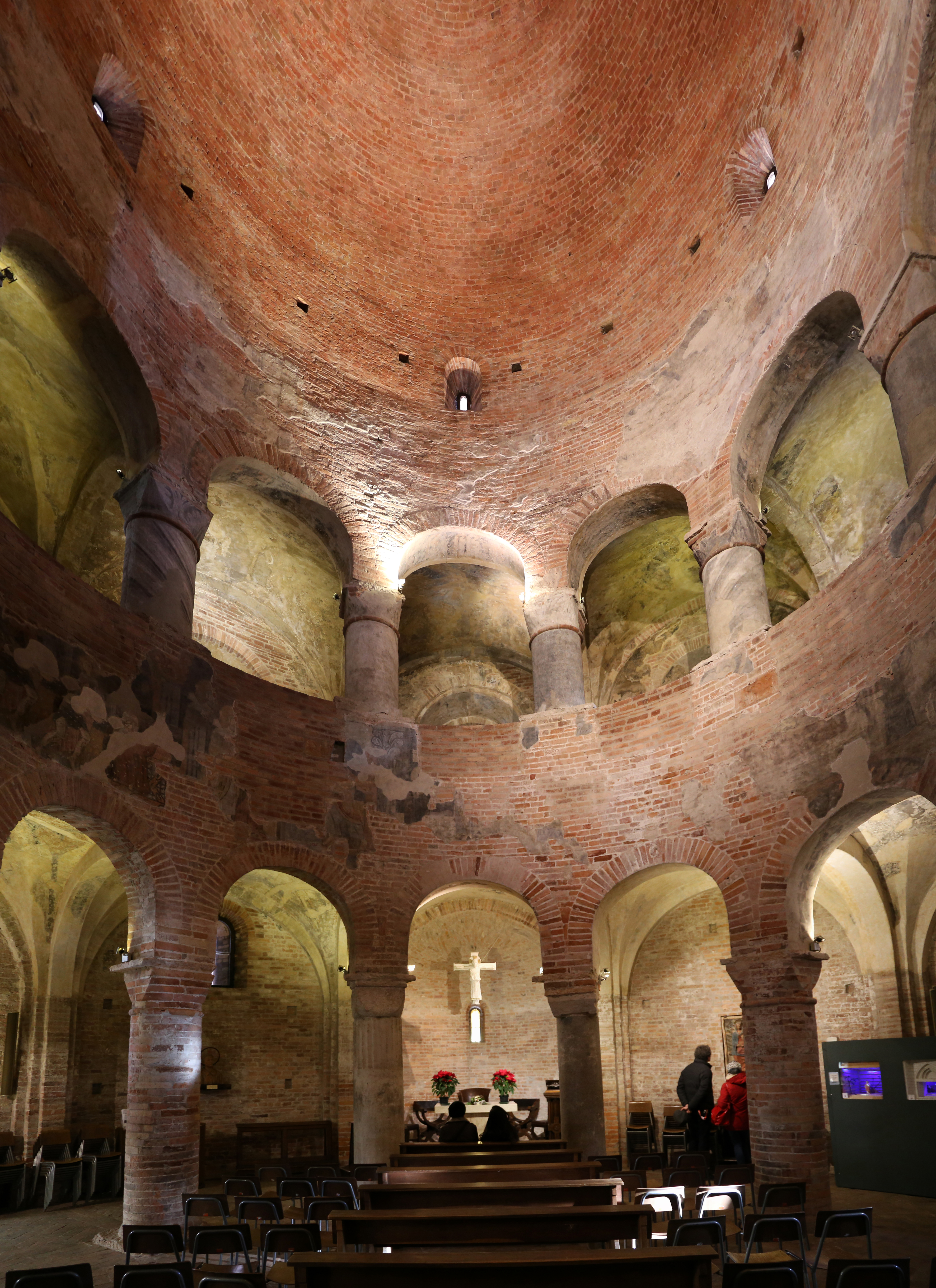
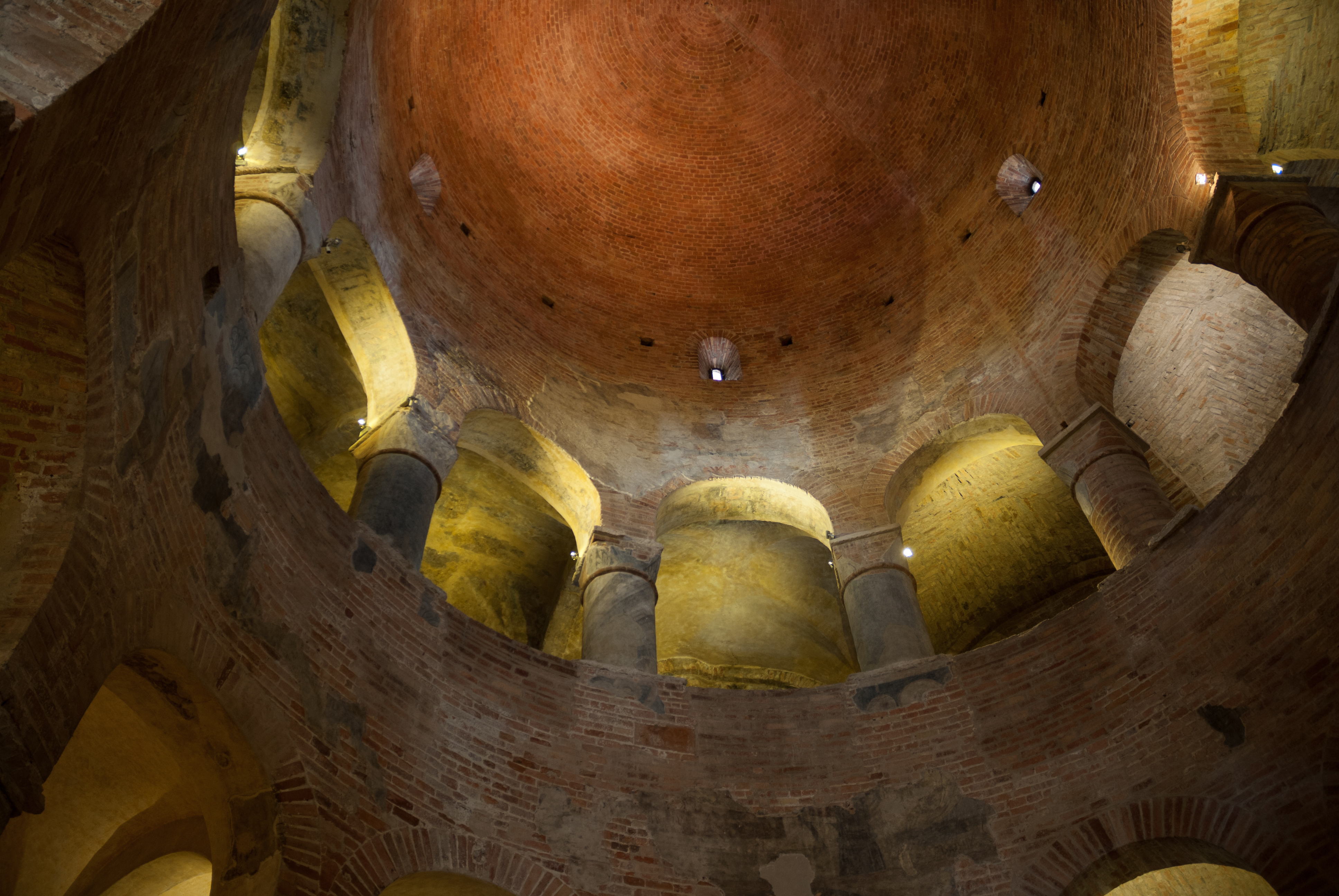
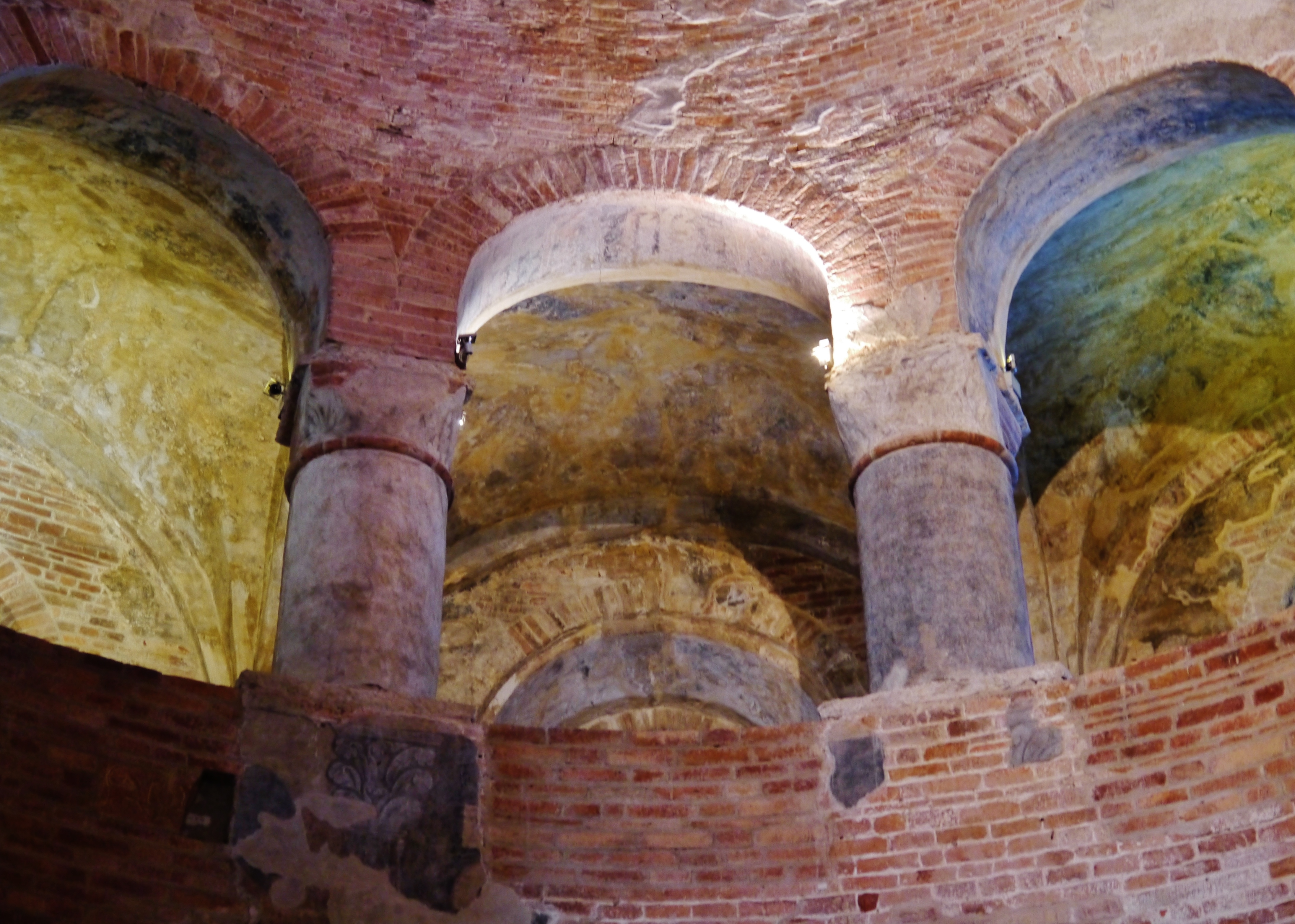
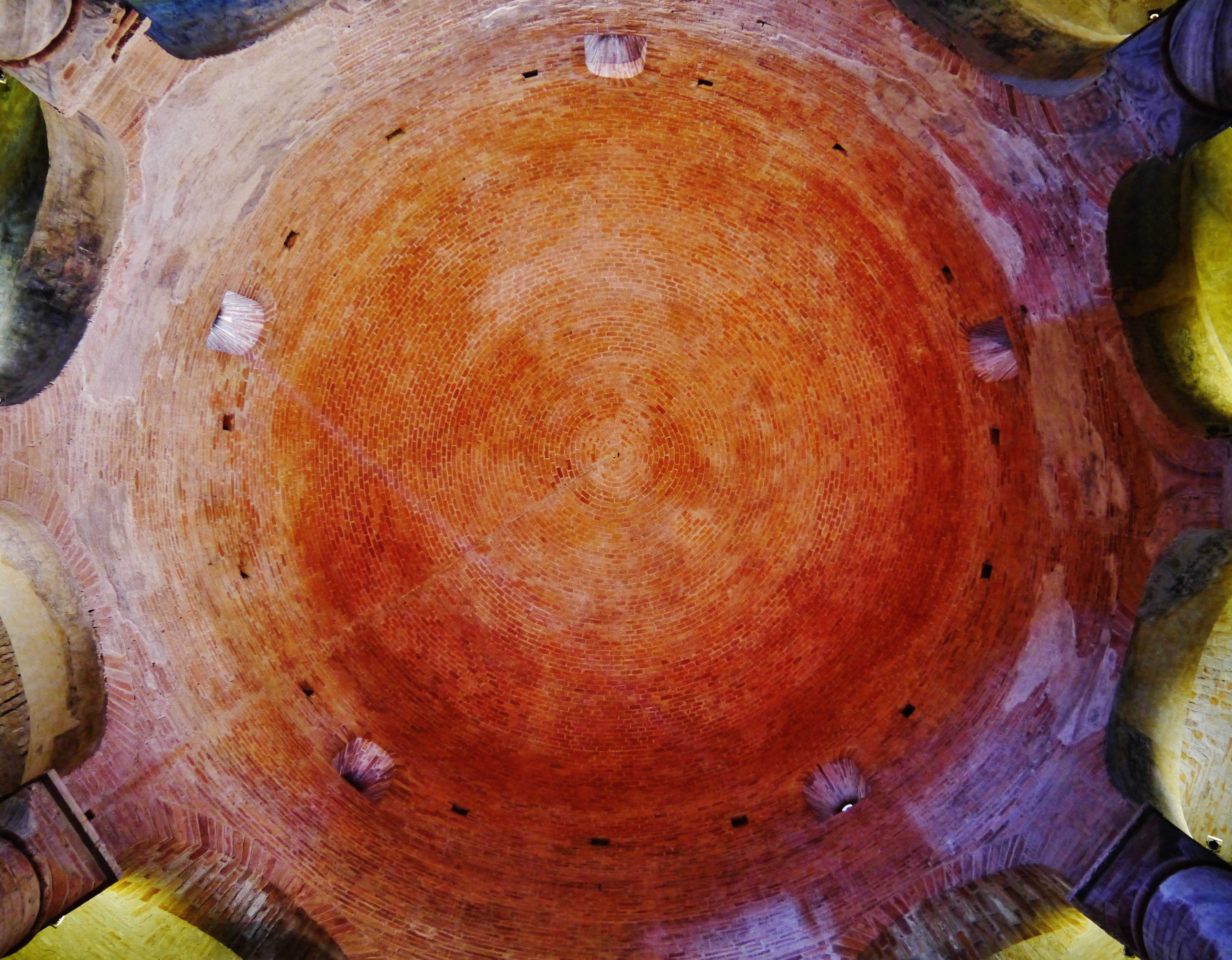

Antes de la recuperación de la rotonda
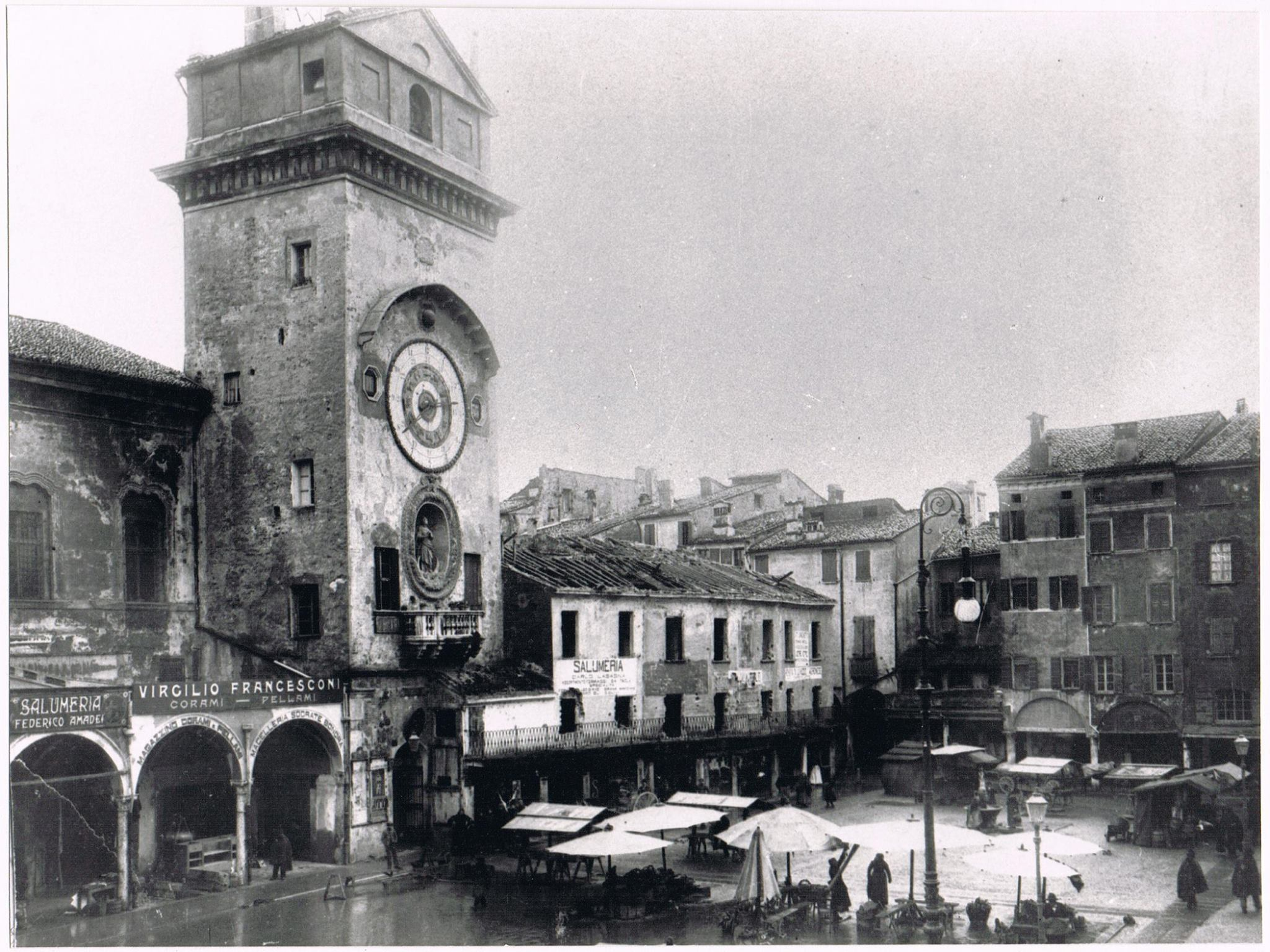
Piazza delle Erbe  antes de la destrucción de las casas construidas sobre la Rotonda de San Lorenzo
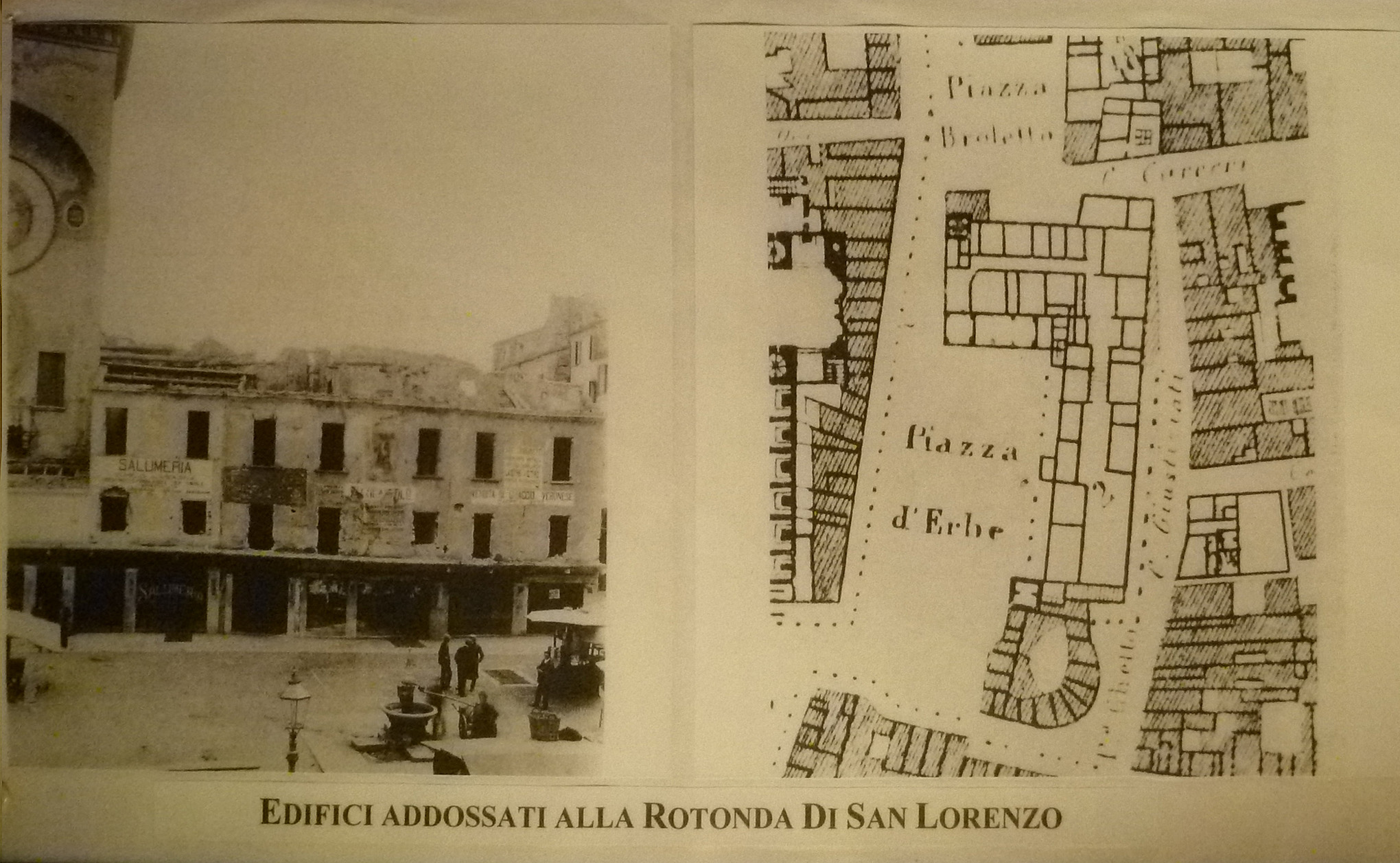
Planimetria antes de la demolición de los edificios que encubrían la rotonda
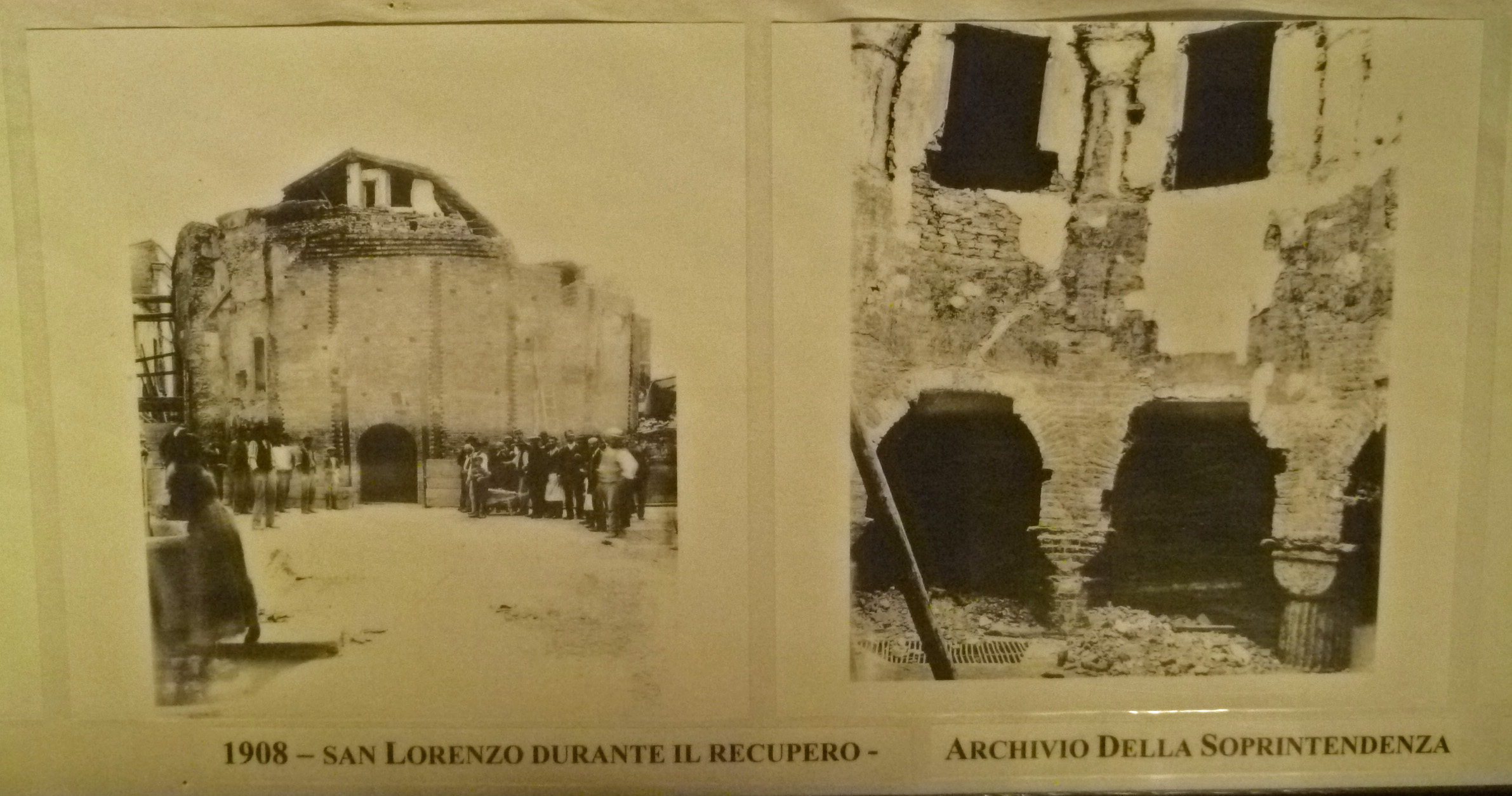
Estado antes de la restauración
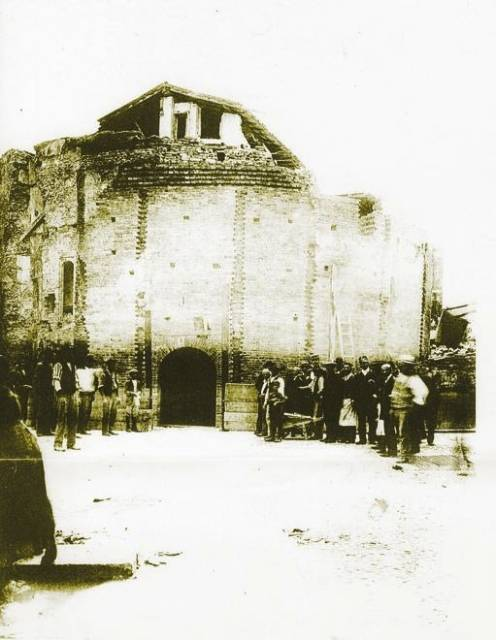
Rotonda de San Lorenzo después de su descubrimiento y antes de su restauración